# Альтмайер, Даниэль
Даниэль Альтмайер (нем. Daniel Altmaier; род. 12 сентября 1998, Кемпен, Северный Рейн-Вестфалия) — немецкий профессиональный теннисист.

## Спортивная карьера

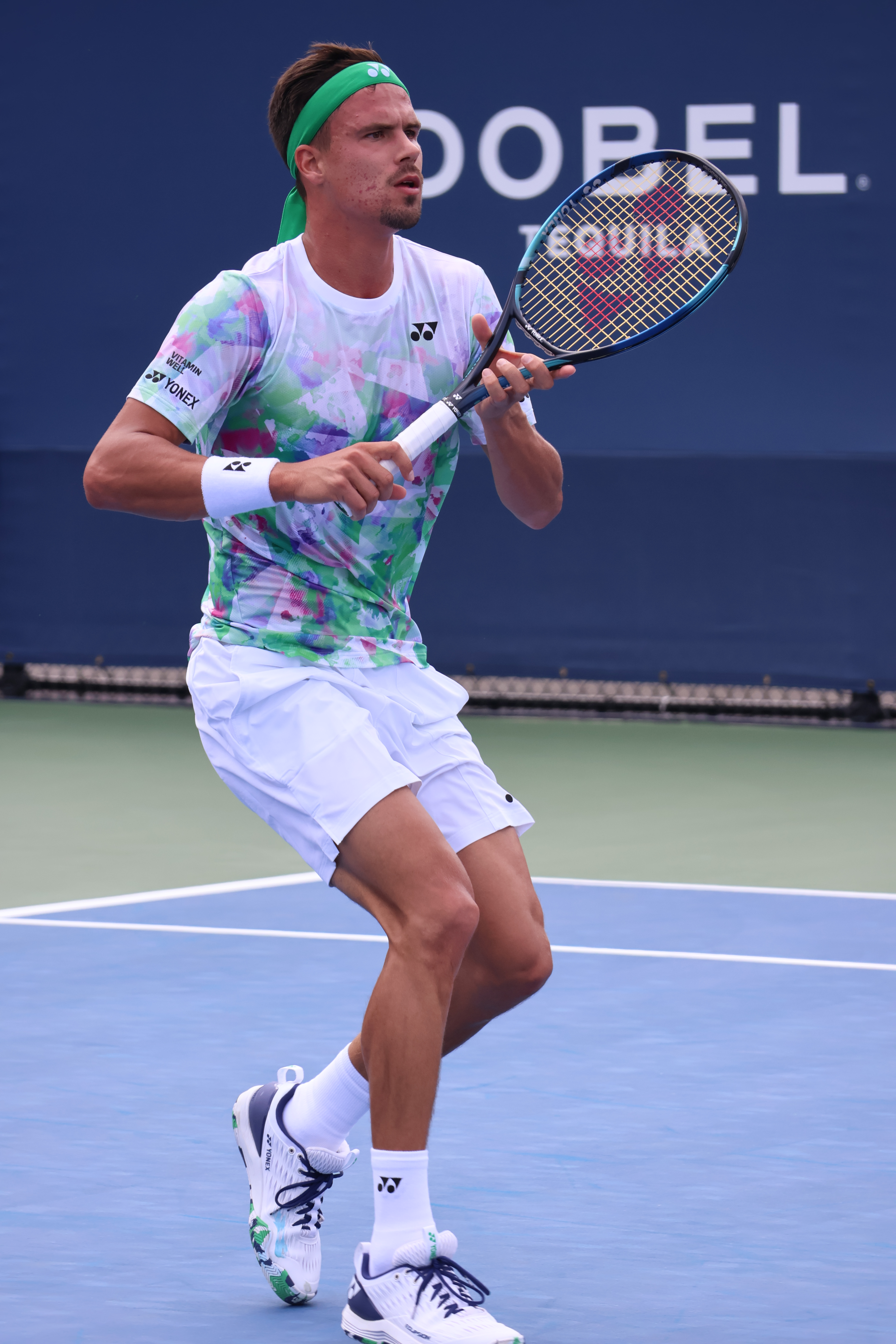
2023 года

Даниэль Альтмайер начал заниматься теннисом в 2004 году в возрасте пяти лет в клубе TuS St. В 2008 году он стал чемпионом Германии в возрастной категории до 10 лет. В юности он осилил обучение по нескольким программам в DTB. 
Даниэль сыграл несколько турниров в рамках юниорского тура ITF, где ему удалось выиграть свой единственный титул в 2016 году.
В профессиональном туре Альтмайер завоевал свой первый титул на турнире ITF Future Tour в 2016 году. По итогам года он смог завоевать три титула, а также оформил ещё два выхода в финал. Он впервые закончил год в топ-500. В 2017 году Даниэль дебютировал на турнирах ATP World Tourа, пройдя квалификацию в Женеве, но уступил в первом круге Сэму Куэрри. В июне в Анталии он прошел два раунда основной сетки и вышел в четвертьфинал, где проиграл Юити Сугите. 
На Открытом чемпионате Франции по теннису 2020 года Альтмайер прошел квалификацию в трех раундах и впервые попал в основную сетку турниров Большого шлема. Здесь он победил во втором раунде своего соотечественника Яна-Леннарда Штруффа, посеянного 30-м. В третьем раунде он победил Маттео Берреттини и, таким образом, на дебютном турнире Большого шлема смог выйти в четвёртый круг. В 1/8 финала он проиграл со счетом 2-6 5-7 2-6 испанцу Пабло Карреньо Бусте.
В 2022 году он принимал участие во всех четырёх турнирах Большого шлема, но уступал уже в первом раунде. На Открытом чемпионате Австралии по теннису 2023 года, в январе, он также не смог преодолеть первый раунд, уступив 16-му сеянному Фрэнсису Тиафо из США.
В октябре 2023 года поднялся на высшее в карьере 47-е место в рейтинге.
Второй раз в карьере смог дойти до 4-го раунда турнира Большого шлема на Открытом чемпионате Франции 2025 года. В первом круге Альтмайер достаточно неожиданно обыграл в 4 сетах 4-ю ракетку мира Тейлора Фрица. Затем также в 4 сетах победил чеха Вита Копршиву и серба Хамада Меджедовича.

## Рейтинг на конец года
| Год  | Одиночный рейтинг | Парный рейтинг |
| 2024 | 89                | 568            |
| 2023 | 56                | 875            |
| 2022 | 94                | 329            |
| 2021 | 84                | 406            |
| 2020 | 130               | 596            |
| 2019 | 279               | 627            |
| 2018 | 370               |                |
| 2017 | 275               | 697            |
| 2016 | 404               | 561 Т          |
| 2015 | 847               | 909            |

## Личная жизнь
Мать Даниэля, Галина, родом из России, преподаёт музыку. Отец, Юрий, — с Украины, бывший боксёр.
Альтмайер на хорошем уровне владеет четырьмя языками, в том числе русским.